# Квантовая психология
Квантовая психология — псевдонаучная концепция в области парапсихологии, основанная на гипотезе о том, что сознание носит волновой характер и порождается квантово-волновой активностью мозга.
Применение квантовых эффектов к области психологии не имеет научного обоснований ни в физике, ни в психологии. Базовая концепция данного подхода критикуется физиками как мифическая из-за неверного применения квантовой механики. Исследователи относят квантовую психологию к области маргинальной науки.

## История
Теория квантовой психологии возникла в конце XX века, на волне постмодернистских преобразований в психологии, активного внедрения в эту область мистических и парапсихологических концепций. Она является выражением стремления сблизить и интегрировать закономерности физических и психологических областей знания и появилась как следствие ошибочной интерпретации «проблемы измерения» в квантовой физике.
Основные идеи концепции квантового сознания были сформулированы американскими исследователями анестезиологом Стюартом Хамероффом и физиком Роджером Пенроузом.
Сам термин «квантовая психология» появился в последнем десятилетии XX века. В США создан Институт квантовой психологии[значимость факта?] (основатели — Стивен Волински и Кристи Л. Кеннен).

## Общие положения
Согласно «Нейрокомпьютерной модели сознания» (Хамерофф и Пенроуз, 1994) активность головного мозга рассматривается как квантовый процесс, подчиняющийся закономерностям квантовой физики. Квантовая психология основана на гипотезе о том, что сознание носит волновой характер и порождается квантово-волновой активностью мозга. При этом предполагается, что при совпадении колебаний «волн сознания» человека с квантово-волновой характеристикой физического объекта в сознании человека возникают связанные с данным объектом мысли и образы, а изменение мысленного образа в мозговом нейрокомпьютинге способно на квантовом уровне видоизменять материальный объект. Также предполагается, что при этом происходит взаимодействие сознания, материализованного на каком-либо носителе (элементарные частицы, поле, излучение), с живыми и неживыми объектами материального мира. Такие предположения в квантовой психологии считаются применимыми для объяснения всех видов психофизических явлений.
Такие признанные в физике квантовые феномены, как «соотношение неопределенностей Гейзенберга», «принцип дополнительности Бора», «дискретность», «вероятность», «влияние наблюдателя на наблюдаемое», используются для объяснения многих явлений в квантовой психологии, в любых сферах, где рассматриваются поступки человека, мотивы этих поступков, взаимоотношения между человеком и его сознанием и подсознанием, между человеком и окружающим миром.

## Критика
Исследователи полагают, что не существуют такие психофизические явления, которые невозможно объяснить без привлечения квантовой физики. В настоящее время не представлены доказательства того, что квантовые эффекты вообще участвуют в деятельности мозга. Главный физический аргумент против предположений о квантовом сознании состоит в том, что квантовые состояния декогерируют прежде, чем они достигнут пространственного и энергетического уровня, достаточного для того, чтобы влиять на нейронные процессы. Этот аргумент подтверждается расчётами профессора МТИ М. Тегмарка и других учёных-физиков.
С точки зрения философии квантовая теория сознания является разновидностью современного варианта физиологического (физического) редукционизма, имевшего в прошлом определение «вульгарный материализм». По мнению ряда исследователей, в основе взгляда на соотношение сознания и «реального мира» в квантовой психологии лежит эпистемологический подход, известный как радикальный конструктивизм.
Психотерапевт Татьяна Чувильчикова и Анастасия Истинова, а также психолог Екатерина Полунова в ходе анализа выделяет деятельность адептов данной концепции как опасное мошенничество, имеющее признаки секты. Прослеживается классический сектантский подход: захотел что-то — и оно появилось, и делать ничего не нужно. Это привлекает людей с расстройствами психики пограничного уровня. При разборе метода квантовых психологов их коммерческие цели становятся очевидными. Они продвигают свои услуги по баснословным ценам, которые не соответствуют рынку психологических услуг, а существуют в их вымышленном мире, где они могут назначать любые суммы.